# Dresdner Vogelwiese
Die Dresdner Vogelwiese ist das älteste Volksfest der Stadt Dresden.

## Geschichte

### Über das Alter

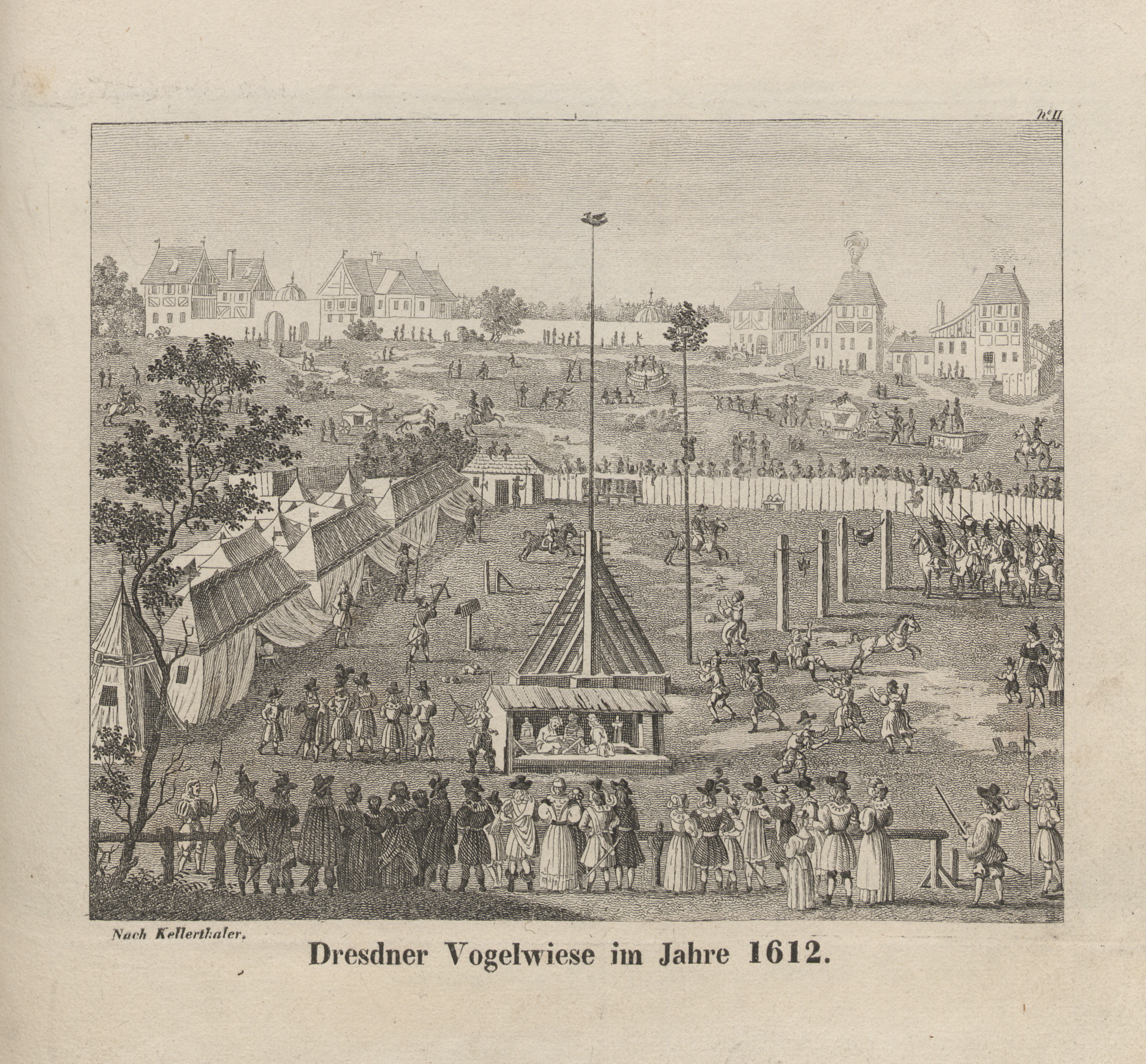
Dresdner Vogelwiese beim „Vogelschießen“ im Jahre 1612

Bei der exakten Datierung zur Entstehung der Dresdner Vogelwiese bezogen sich Historiker auf unterschiedliche Quellen. G. Adolph Schulze, Chronist der Privilegierten Bogenschützen-Gesellschaft zu Dresden, legte in seinen Untersuchungen von 1913 das Jahr 1577 zu Grunde. Es war zugleich der Beginn des Vogelschießens auf der Wiese vor dem Ziegelschlag. Neuere historische Bewertungen beschreiben den Zeitraum zwischen 1546 und 1660. Nach diesen fand die Vogelwiese ihren Ursprung in einer gleitenden Verschmelzung zweier vom Charakter her unterschiedlicher Schießwettbewerbe der Bogenschützen. Zum einen organisierte der Rat der Stadt jährlich im Rahmen einer Heerschau das Pfingstschießen, um die Wehrfähigkeit der Dresdner Einwohner zu überprüfen; ein bunt bemalter Vogel, der an einer Stange befestigt war, diente als Ziel. Zum anderen gab es die Landesschießen, bei denen meist auf das Zirkelblatt geschossen wurde und eine festliche Umrahmung, teils mit Volksfestcharakter, dazu gehörte.
Im Pfingstschießen von 1660 wurden endgültig die markanten Merkmale aus den vorangegangenen Pfingst- und Landesschießen der letzten 250 Jahre zusammengefügt. Aus dem Pfingstschießen wurde das Vogelschießen, aus dem Landesschießen die Lustbarkeiten zu einem neuen Vogelwiesenfest vereint. Ab hier waren üppige Festmahle, Wettkämpfe im Ringstechen, Stangenklettern, Hahnenschlagen, Tanz, Krämerbuden und Würfelspiele fester Bestandteil des Festes.

### Die Anfänge

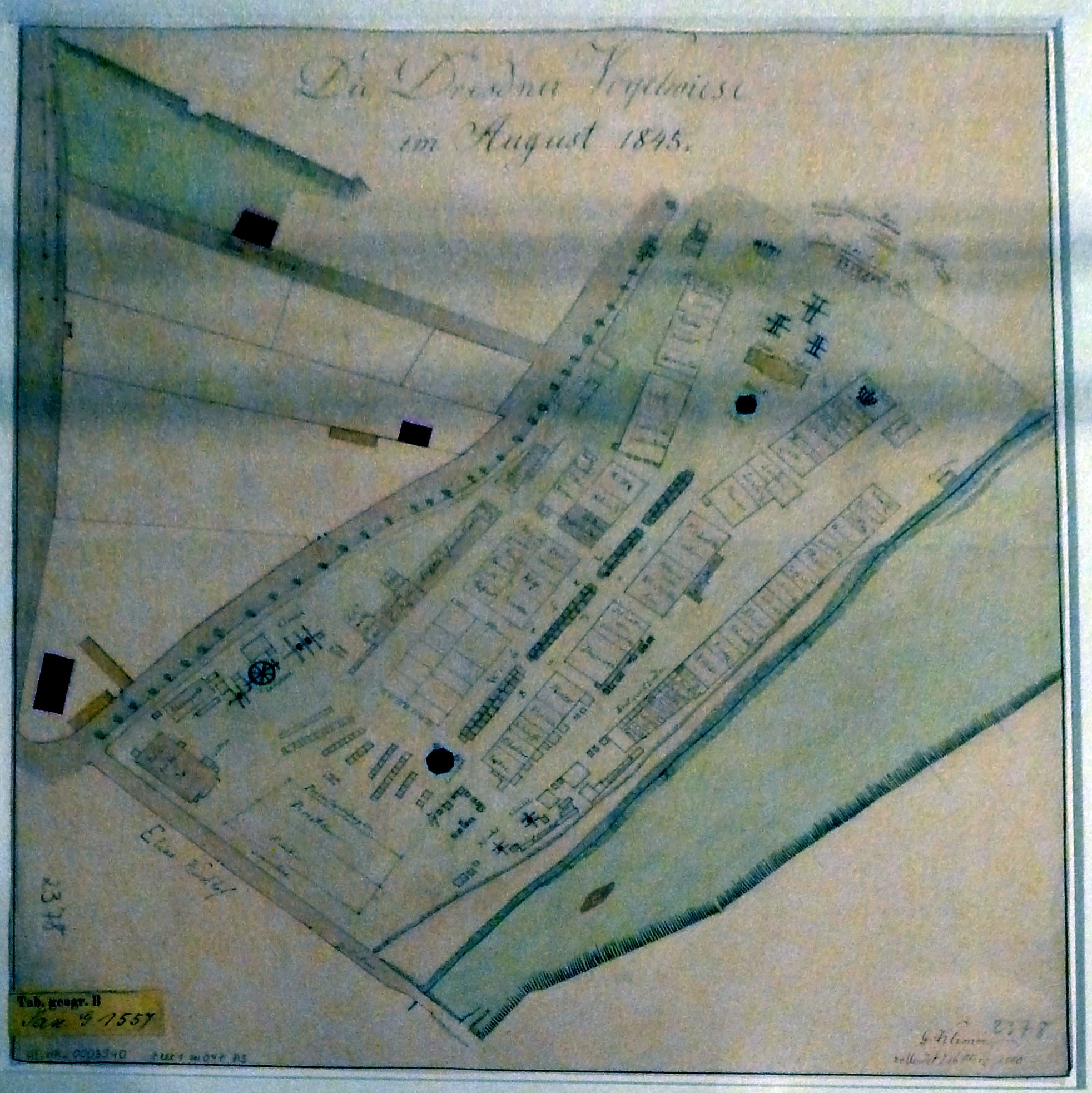
Plan der Vogelwiese 1845

Von 1577 bis 1841 fanden bis auf wenige Ausnahmen die Vogelwiesenfeste auf der Wiese vor dem Ziegelschlag statt, zwischen Eliasfriedhof und Elbe gelegen. In Folge eines langanhaltenden Disputs mit der Fleischerinnung als Verpächterin verlagerte der Rat das Festgelände 1841 auf den ehemaligen Exerzierplatz der Kommunalgarde zwischen heutiger Gerok-, Dürer- und Güntzstraße. Hier begannen die Schausteller, dem rasanten technischen Fortschritt angepasste Attraktionen und Fahrgeschäfte in das Vogelwiesenbild einzubauen. Neben den bis dahin bereits bekannten Belustigungen und Gaumenfreuden konnten die Besucher dampfbetriebene Karussells in unterschiedlichen Ausführungen, neuste Luftschaukeln sowie mechanische Theater und vieles mehr nutzen und bestaunen. Im Mittelpunkt standen jedoch die unterschiedlichen Armbrustschießen auf den Vogel und das große Feuerwerk am Abend. Eine besonders beliebte Einrichtung war das Theater der Witwe Magnus. Es befand sich im sog. Wilden Viertel. Bei ihr war es den Zuschauern gestattet – vorausgesetzt, man hatte einen Sechser (5-Pfennig-Stück, ein halber Neugroschen) zusätzlich bezahlt –, sich aktiv in das Stück einzubringen. Das am meisten gespielte Stück, „Der geschundene Raubritter“, wurde zum Leidwesen der Dresdner wegen des Reformgedankens im Jahr 1867 verboten. Das Volksfest mit seinen vielen Angeboten zur Belustigung bekam aus allen Schichten der Bevölkerung Zuspruch und Anerkennung. Andererseits war es für die Händler und Schausteller eine dem Lebensunterhalt dienende Einnahmequelle.

### Neuer Festplatz

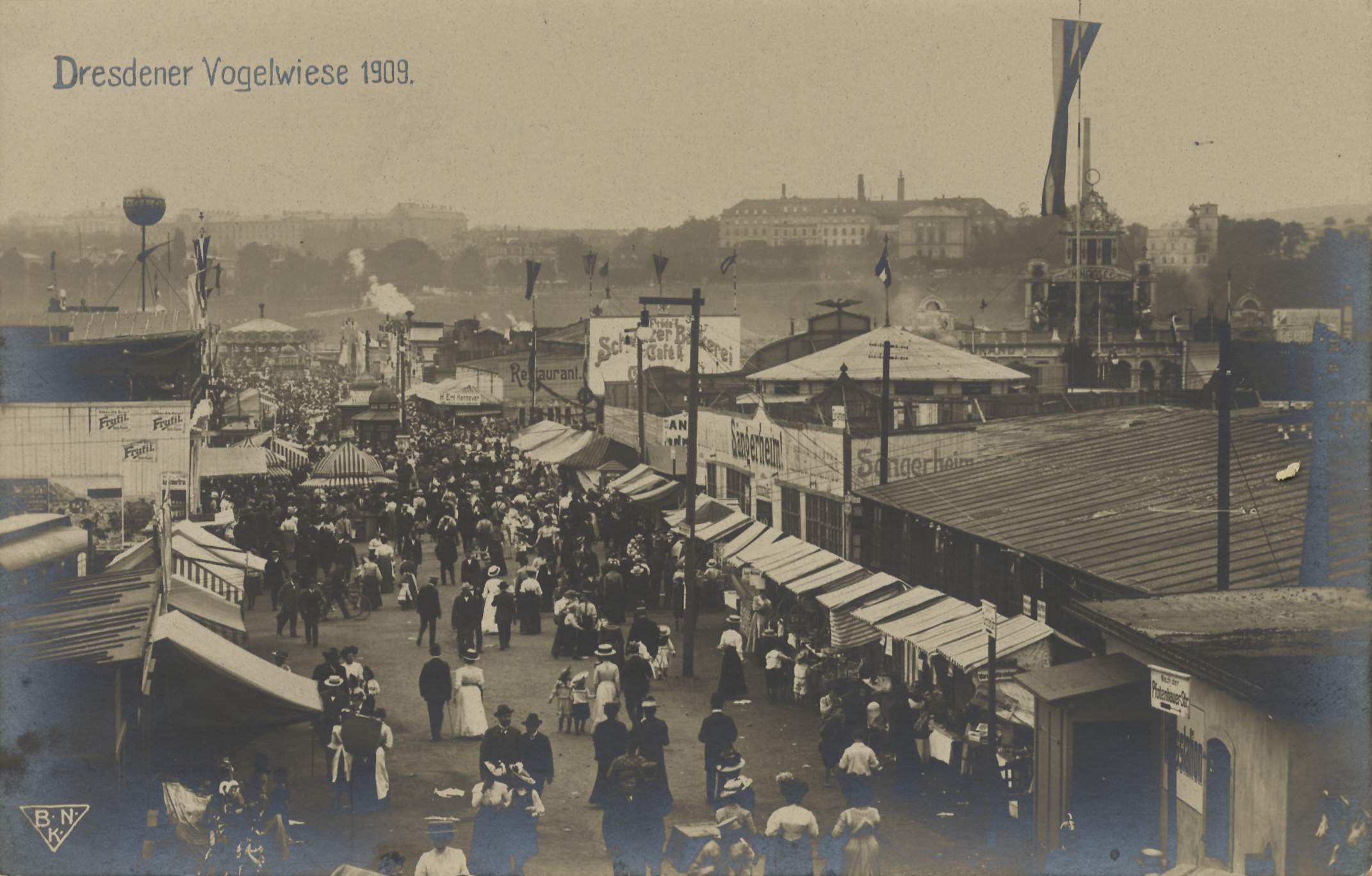
Vogelwiese 1909

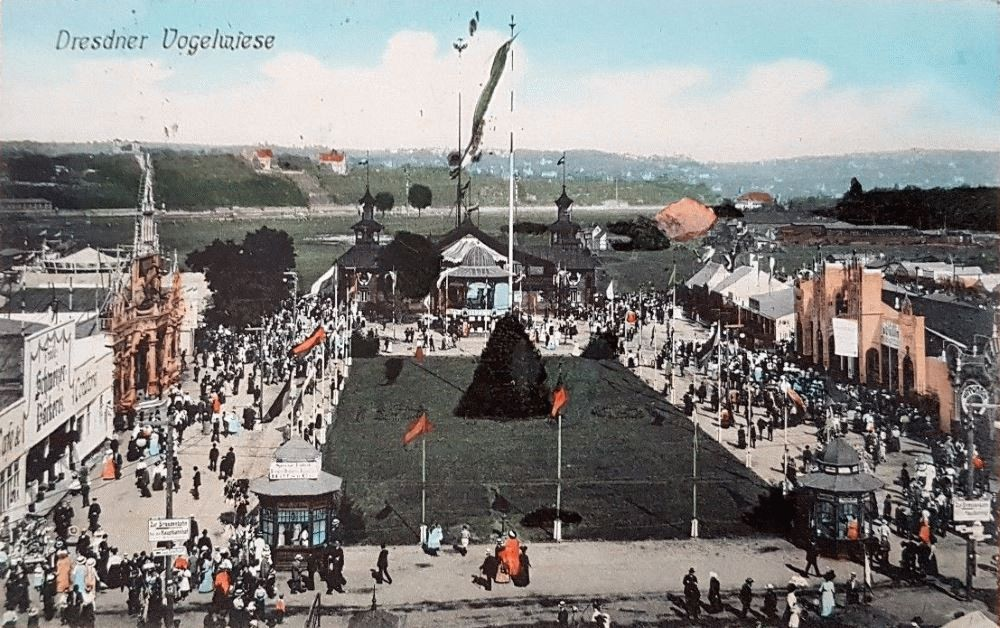
Platz vor dem Schießpavillon

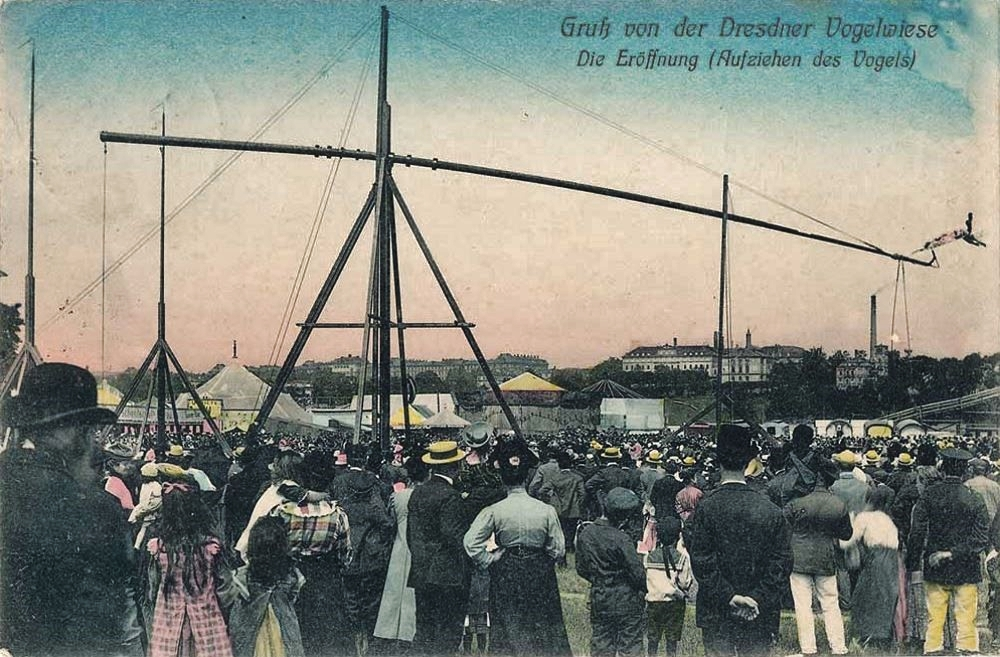
Aufzug des Abschußvogels

1873 lief die Nutzungsvereinbarung für den Vogelwiesenstandort auf dem ehemaligen Exerzierplatz der Kommunalgarde endgültig aus. Der Rat übertrug der Bogenschützen-Gesellschaft zwischenzeitlich das Recht, die Dresdner Vogelwiese in Eigenständigkeit durchzuführen und zu vermarkten. Dafür erwarb sie einen neuen Festplatz an der Elbe im Dresdner Stadtteil Johannstadt (an der heutigen Waldschlößchenbrücke) und erschloss das Areal nach neuesten Anforderungen. Die erste Vogelwiese auf dem neuen Platz konnte bereits 1874 eröffnet werden. Jahr für Jahr kamen neue Fahrgeschäfte und Sehenswürdigkeiten hinzu und zogen immer mehr Besucher aus nah und fern auf das Dresdner Volksfest. Selbst ein Großbrand von 1909, bei dem fast ein Viertel der Ausstellungsfläche zerstört wurde, konnte die Besucherströme nicht stoppen.
Das erste Vogelwiesenfest nach dem Ende des Ersten Weltkrieges fand erst wieder 1920 statt. Auf nunmehr 172.000 Quadratmeter Ausstellungsfläche standen 40 Karussells, 100 Schankzelte und etwa 600 Schaustellungen und Fahrgeschäfte. Hunderte Kleinstanbieter, meist aus dem wirtschaftlich schwächeren Milieu, durften auf sogenannten Krakelplätzen (von: Krakelen) ihre Waren und Dienstleistungen anbieten. Der seit Ende des 19. Jahrhunderts zu beobachtende Sittenverfall auf und um das Volksfest herum zeigte sich in den zur Schau gestellten Abnormitäten genauso wie in der Zunahme von Prostitution und Kriminalität. Im Volk galt das Volksfest auch als „liederliche Woche“.
Jedes Jahr wurde die Dresdner Vogelwiese mit dröhnenden Böllerschüssen eröffnet, die im Elbtal widerhallten. Hunderttausende Festbesucher strömten zu Fuß, mit der Straßenbahn, dem Zug oder dem Dampfschiff auf die Vogelwiese. Zwischen den Stadtteilen Johannstadt und Radeberger Vorstadt existierten Fährverbindungen über die Elbe. Am darauffolgenden Tag der Eröffnung begannen die Schießen mit der Armbrust auf den in 42 Meter Höhe angebrachten Abschussvogel. Eine zuletzt im Jahr 1893 wiedererrichtete Schießhalle auf dem Königsplatz diente den Schützen und Ehrengästen als Unterstand. Im Zuge der wirtschaftlichen Erholung der 1930er Jahre nahm bei den Menschen das Bedürfnis nach Ablenkung und Geborgenheit wieder zu. Die zuständige NS-Stadtspitze reagierte und beließ die Vogelwiese trotz vieler Vorbehalte bis 1939 im Festkalender der Stadt.

### Neubeginn ab 1945
Bei den Luftangriffen im Februar 1945 fiel neben der Vogelschießausrüstung auch das gesamte Volksfestgelände mit seinen Aufbauten den Flammen zum Opfer. Damit war die Grundlage für eine spätere Fortführung der Vogelwiese buchstäblich verbrannt. Die Stadt nutzte das ehemalige Festgelände für die meterhohe Ablagerung der aus dem Stadtgebiet abgefahrenen Trümmer.

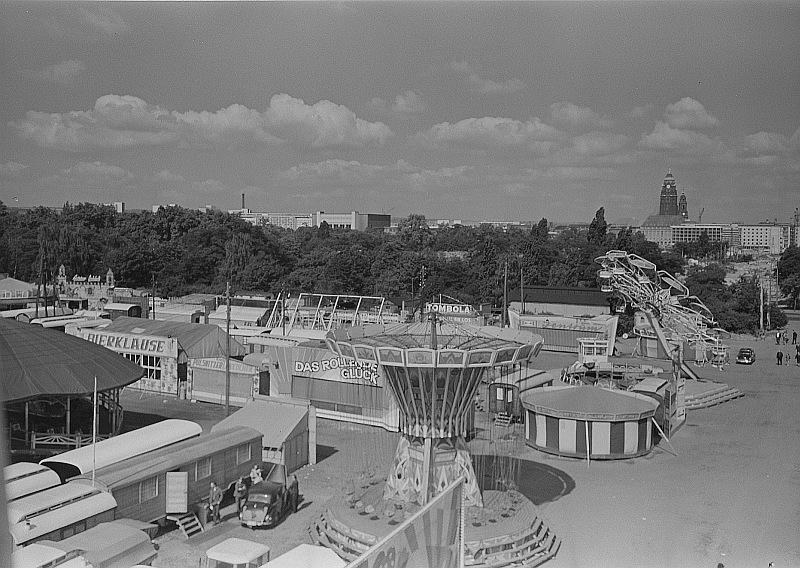
Die Vogelwiese auf dem heutigen Straßburger Platz

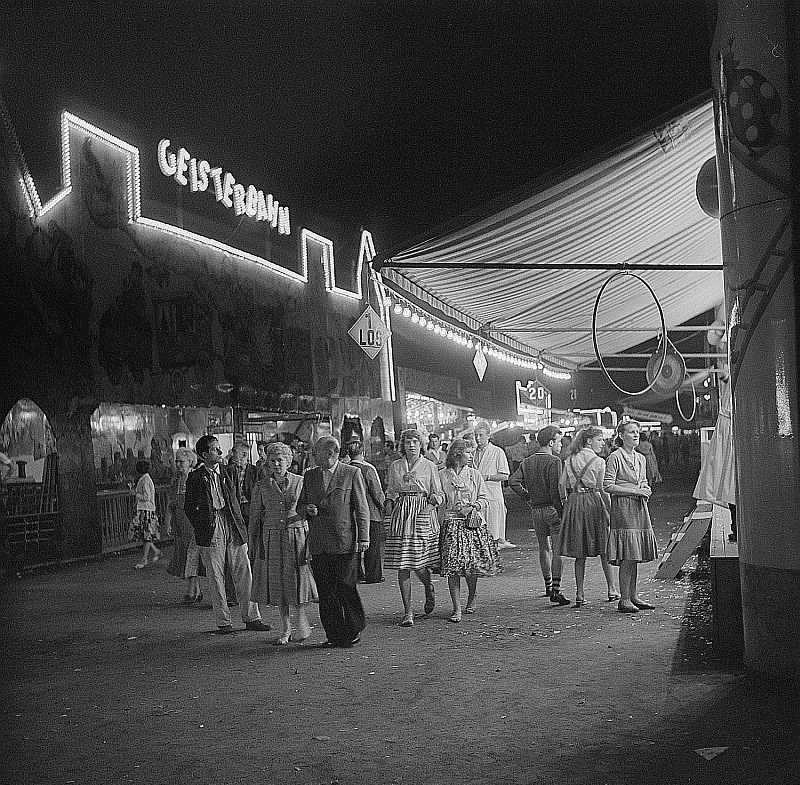
Auf der Vogelwiese

1947 versuchte eine kleinere Gruppe von Schaustellern die Vogelwiese vor der Kulisse der zerbombten Stadt auf der gegenüberliegenden Elbseite wieder auferstehen zu lassen. 1949 verlegte die Stadt das Volksfest in den Großen Garten, in unmittelbare Nachbarschaft zum Zoo. Auf dem ehemaligen Ausstellungsgelände am heutigen Straßburger Platz, wo noch bis 1938 das erste Kugelhaus der Welt stand, fand die Vogelwiese im Anschluss von 1953 bis 1991 ihr Domizil. Das Vogelschießen wurde ab 1954 wieder Bestandteil der Vogelwiese; allerdings den gesellschaftlichen Erfordernissen und Bedürfnissen der DDR angepasst. Um den Vogel zukünftig in einer Höhe von 20 Meter abzuschießen, sollte innerhalb der Gesellschaft für Sport und Technik eine spezielle Armbrust-Sport-Gemeinschaft gegründet werden, was aber schnell wieder verworfen wurde. Der Schießplatz befand sich an der Herkulesallee im Großen Garten. Ab etwa 1960 war das Volksfest wegen fehlender Attraktionen und Neuerungen in der Gunst der Besucher gefallen; die vor 1945 bekannte Vogelwiese hatte Maßstäbe gesetzt.
1992 besann man sich wieder auf die fast vergessene Volksfesttradition des Vogelschießens. Anfangs angeregt von interessierten Privatpersonen und dem Dresdner Schaustellerverband, stand das Vogelschießen bald wieder unter der Regie eines engagierten Dresdner Schützenvereins. Das Volksfest Dresdner Vogelwiese fand bis zur Errichtung der Dresdner Waldschlößchenbrücke wieder am alten Platz in Dresden-Johannstadt statt. 2004 bezogen die Schausteller das neue Volksfestgelände unterhalb der Marienbrücke. Auf dieser Fläche findet bis heute, dreimal jährlich unter unterschiedlichen Bezeichnungen wie Frühlings- oder Herbstfest, das Volksfest statt. Das ursprünglich vom Vogelschießen geprägte Fest hat sich in seiner Gesamtdarstellung der Gegenwart angepasst.
Am 4. Juli 1992 wurden durch einen Blitzeinschlag 2 Erwachsene und 3 Kinder lebensgefährlich verletzt.

## Standorte im Überblick
| 1577–1841 | 1 | vor dem Ziegelschlag (zwischen Eliasfriedhof und Elbufer)                                     |
| 1841–1873 | 2 | ehemaliger Exerzierplatz der Kommunalgarde (zwischen heutiger Gerok-, Dürer- und Güntzstraße) |
| 1874–1945 | 3 | auf der Elbwiese am Johannstädter Ufer (im heutigen Bereich der Waldschlößchenbrücke)         |
| 1947–1949 | 4 | Neustädter Elbseite (zwischen der Prießnitz-Mündung und der Fähranlegestelle Neustadt)        |
| 1949–1952 | 5 | an der Tiergartenstraße in unmittelbarer Nachbarschaft zum Zoo                                |
| 1953–1991 | 6 | auf dem ehemaligen Ausstellungsgelände am Fučíkplatz (am heutigen Straßburger Platz)          |
| 1992–2003 | 7 | auf der Elbwiese am Johannstädter Ufer (wie schon 1874–1945)                                  |
| seit 2004 | 8 | an der Pieschener Allee (am Elbufer zwischen Marienbrücke und Ostragehege)                    |

Karte mit den Standorten der Vogelwiese in Dresden